# حالة متماسكة

الحالة المتماسكة هي حالة كمومية تبدي خواص كمومية أصيلة مثل التراكب الكمومي أو التشابك الكمومي. عند فقدان التماسك، تفقد هذه الحالة تماسكها وتسلك سلوك الأجسام الكلاسيكية.